# Olimpiadi degli scacchi del 2012
Le Olimpiadi degli scacchi del 2012 si sono svolte ad Istanbul, in Turchia, dal 27 agosto al 10 settembre. È stata la 40ª edizione ufficiale organizzata dalla FIDE, e ha compreso un torneo open e uno femminile. Hanno partecipato 157 squadre nel torneo open e 127 nel femminile, con quasi 1400 giocatori, di cui oltre 200 Grandi Maestri.
Istanbul è stata scelta come sede organizzatrice nel corso delle Olimpiadi del 2008, battendo la candidatura di Budua (Montenegro).

## Formato
Entrambi i tornei si sono volti con la formula del sistema svizzero, della durata di 11 turni; la classifica è formata in base ai match points (2 punti per la vittoria di squadra, 1 per il pareggio, 0 per la sconfitta), mentre in caso di parità saranno considerati, in ordine:
- il punteggio Sonneborn-Berger: somma dei punteggi degli avversari affrontati (escluso quello con il punteggio più basso), ciascuno moltiplicato per il punteggio ottenuto dalla squadra;
- i game points (somma dei punti ottenuti dai componenti della squadra)
- bucholz: somma dei match points ottenuti dalle squadre incontrate, escludendo quella con il punteggio più basso.

Il tempo di riflessione è di 90 minuti per le prime 40 mosse, più 30 minuti per finire e 30 secondi di incremento a mossa.
Ogni incontro è disputato sulle quattro scacchiere; le squadre possono essere formate dal al più cinque giocatori, uno dei quali rimane in riserva.
Oltre ai premi per le prime tre squadre classificate, saranno assegnate medaglie alle prime tre squadre di ognuna di cinque fasce Elo e ai migliori giocatori di ogni scacchiera, classificati in base alla performance Elo.

## Torneoopen
Al torneo open hanno partecipato 157 squadre, tre delle quali turche.

### Risultati a squadre
Oltre alla classifica generale, le squadre sono state divise, sulla base del seed, in cinque gruppi; sono state premiate le prime tre classificate di ogni gruppo (ad esclusione di quelle già premiate con le medaglie).
| Pos. | Squadra     | Giocatori                                                                                    | Seed | Elo  | 2 | 1 | 0 | Punti | S-B   |
| ---- | ----------- | -------------------------------------------------------------------------------------------- | ---- | ---- | - | - | - | ----- | ----- |
|      | Armenia     | Lewon Aronyan, Sergey Movsesyan, Vladimir Hakobyan, Gabriel Sargsyan, Tigran L. Petrosyan    | 3    | 2724 | 9 | 1 | 1 | 19    | 397,0 |
|      | Russia      | Vladimir Kramnik, Aleksandr Griščuk, Sergej Karjakin, Evgenij Tomaševskij, Dmitrij Jakovenko | 1    | 2769 | 9 | 1 | 1 | 19    | 388,5 |
|      | Ucraina     | Vasyl' Ivančuk, Ruslan Ponomarëv, Andrij Volotikin, Pavlo El'janov, Oleksandr Moïsejenko     | 2    | 2730 | 9 | 0 | 2 | 18    | 363,0 |
| 4    | Cina        | Wang Hao, Wang Yue, Ding Liren, Bu Xiangzhi, Li Chao                                         | 6    | 2694 | 8 | 1 | 2 | 17    | 390,5 |
| 5    | Stati Uniti | Hikaru Nakamura, Gata Kamskij, Aleksandr Oniščuk, Varowžan Hakobyan, Ray Robson              | 5    | 2702 | 7 | 3 | 1 | 17    | 361,0 |
| 6    | Paesi Bassi | Anish Giri, Loek Van Wely, Ivan Sokolov, Jan Smeets, Daniel Stellwagen                       | 9    | 2682 | 8 | 0 | 3 | 16    | 329,0 |
| 7    | Vietnam     | Lê Quang Liêm, Nguyên Ngoc Truong Son, MI Nguyên Van Huy, MI Nguyên Doc Hoa, Dao Thien Hai   | 27   | 2589 | 6 | 4 | 1 | 16    | 313,5 |
| 8    | Romania     | Constantin Lupulescu, Mircea Pârligras, Mihail Marin, Levente Vajda                          | 25   | 2600 | 8 | 0 | 3 | 16    | 310,0 |
| 9    | Ungheria    | Péter Lékó, Zoltán Almási, Judit Polgár, Ferenc Berkes, Csaba Balogh                         | 4    | 2708 | 7 | 1 | 3 | 15    | 368,0 |
| 10   | Azerbaigian | Teymur Rəcəbov, Eltac Səfərli, Şəhriyar Məmmədyarov, Rauf Məmmədov, Teymur Rəcəbov           | 7    | 2693 | 6 | 3 | 2 | 15    | 344,0 |

#### Gruppo A
|  | Squadra     | Piazzamento totale | Seed | Elo  | Punti | S-B   |
|  | Cina        | 4                  | 6    | 2694 | 17    | 390,5 |
|  | Stati Uniti | 5                  | 5    | 2702 | 17    | 361,0 |
|  | Paesi Bassi | 6                  | 9    | 2682 | 16    | 329,0 |

#### Gruppo B
|  | Squadra   | Piazzamento totale | Seed | Elo  | Punti | S-B   |
|  | Svezia    | 16                 | 34   | 2555 | 15    | 303,5 |
|  | Danimarca | 18                 | 39   | 2527 | 15    | 270,5 |
|  | Filippine | 21                 | 35   | 2546 | 14    | 321,0 |

#### Gruppo C
|  | Squadra                                        | Piazzamento totale | Seed | Elo  | Punti | S-B   |
|  | Associazione Internazionale Scacchi alla cieca | 44                 | 87   | 2296 | 13    | 249,0 |
|  | Turchia 2016                                   | 48                 | 72   | 2372 | 13    | 236,5 |
|  | Paraguay                                       | 49                 | 63   | 2417 | 13    | 234,0 |

#### Gruppo D
|  | Squadra    | Piazzamento totale | Seed | Elo  | Punti | S-B   |
|  | Porto Rico | 67                 | 96   | 2261 | 12    | 200,0 |
|  | Tunisia    | 75                 | 94   | 2267 | 11    | 219,0 |
|  | Algeria    | 78                 | 101  | 2227 | 11    | 211,0 |

#### Gruppo E
|  | Squadra | Piazzamento totale | Seed | Elo  | Punti | S-B   |
|  | Nigeria | 96                 | 146  | 1568 | 10    | 175,5 |
|  | Etiopia | 108                | 147  | 1566 | 10    | 134,0 |
|  | Sudan   | 111                | 152  | 1299 | 9     | 166,5 |

### Risultati individuali
Medaglie sono state assegnate ai migliori giocatori (con almeno otto partite giocate) secondo la prestazione Elo, considerando con spareggio la percentuale di punti ottenuti, con classifiche separate secondo la scacchiera; le riserve sono state considerate come giocatori della quinta.

#### Prima scacchiera
|  | Giocatore          | Squadra     | Elo  | Prestazione | Punti | Partite | Percentuale |
|  | ------------------ | ----------- | ---- | ----------- | ----- | ------- | ----------- |
|  | Lewon Aronyan      | Armenia     | 2816 | 2849        | 7     | 10      | 70          |
|  | Radosław Wojtaszek | Polonia     | 2717 | 2844        | 7,5   | 10      | 75          |
|  | Teymur Rəcəbov     | Azerbaigian | 2788 | 2813        | 6,5   | 9       | 72,2        |

#### Seconda scacchiera
|  | Giocatore      | Squadra     | Elo  | Prestazione | Punti | Partite | Percentuale |
|  | -------------- | ----------- | ---- | ----------- | ----- | ------- | ----------- |
|  | David Navara   | Rep. Ceca   | 2691 | 2869        | 9,5   | 11      | 86,4        |
|  | Anton Filippov | Uzbekistan  | 2617 | 2820        | 6,5   | 8       | 81,3        |
|  | Gata Kamskij   | Stati Uniti | 2746 | 2796        | 8,5   | 11      | 77,3        |

#### Terza scacchiera
|  | Giocatore            | Squadra     | Elo  | Prestazione | Punti | Partite | Percentuale |
|  | -------------------- | ----------- | ---- | ----------- | ----- | ------- | ----------- |
|  | Şəhriyar Məmmədyarov | Azerbaigian | 2729 | 2880        | 8,5   | 10      | 85          |
|  | Vladimir Hakobyan    | Armenia     | 2687 | 2803        | 7,5   | 10      | 75          |
|  | Sergej Karjakin      | Russia      | 2785 | 2784        | 7,0   | 10      | 70          |

#### Quarta scacchiera
|  | Giocatore        | Squadra  | Elo  | Prestazione | Punti | Partite | Percentuale |
|  | ---------------- | -------- | ---- | ----------- | ----- | ------- | ----------- |
|  | Vladislav Tkačëv | Francia  | 2644 | 2750        | 6,5   | 8       | 81,3        |
|  | Abhijeet Gupta   | India    | 2637 | 2746        | 7     | 9       | 77,8        |
|  | Daniel Fridman   | Germania | 2653 | 2722        | 7     | 10      | 70          |

#### Quinta scacchiera (riserva)
|  | Giocatore           | Squadra | Elo  | Prestazione | Punti | Partite | Percentuale |
|  | ------------------- | ------- | ---- | ----------- | ----- | ------- | ----------- |
|  | Dmitrij Jakovenko   | Russia  | 2722 | 2783        | 7     | 9       | 77,8        |
|  | Bartłomiej Macieja  | Polonia | 2594 | 2712        | 6,5   | 9       | 72,2        |
|  | Konstantine Shanava | Georgia | 2569 | 2679        | 6     | 8       | 75          |

## Torneo femminile
Al torneo femminile hanno partecipato 127 squadre, tre delle quali turche.

### Risultati a squadre
Oltre alla classifica generale, le squadre sono state divise, sulla base del seed, in cinque gruppi; sono state premiate le prime tre classificate di ogni gruppo (ad esclusione di quelle già premiate con le medaglie).
| Pos. | Squadra     | Giocatori | Seed | Elo  | 2 | 1 | 0 | Punti | S-B   |
| ---- | ----------- | --- | ---- | ---- | - | - | - | ----- | ----- |
|      | Russia      | GM Tat'jana Kosinceva, MI Valentina Gunina, GM Nadežda Kosinceva, GM Aleksandra Kostenjuk, GMF Natalija Pogonina              | 2    | 2513 | 8 | 3 | 0 | 19    | 450,0 |
|      | Cina        | GM Hou Yifan, GM Zhao Xue, GMF Ju Wenjun, GMF Huang Qian, GMF Ding Yixin                                                      | 1    | 2531 | 8 | 3 | 0 | 19    | 416,0 |
|      | Ucraina     | GM Kateryna Lahno, MI Marija Muzyčuk, GM Natalja Žukova, MI Anna Ušenina, MI Inna Janovska                                    | 4    | 2471 | 7 | 4 | 0 | 18    | 408,5 |
| 4    | India       | GM Harika Dronavalli, MI Eesha Sanjay Karavade, MI Tania Sachdev, GMF Mary Ann Gomes, GMF Swaminathan Soumya                  | 6    | 2412 | 8 | 1 | 2 | 17    | 336,0 |
| 5    | Romania     | MI Cristina-Adela Foisor, MIF Irina Bulmaga, GMF Elena-Luminiţa Cosma, GMF Alina l'Ami, GMF Mihaela Sandu                     | 10   | 2377 | 8 | 0 | 3 | 16    | 313,5 |
| 6    | Armenia     | GM Elina Danielyan, MI Lilit' Mkrtčyan, MI Lilit' Galoyan, GMF Marija Kursova, MIF Anna Hayrapetyan                           | 8    | 2404 | 8 | 0 | 3 | 16    | 313,0 |
| 7    | Francia     | MI Almira Skripchenko, MI Sophie Milliet, GMF Nino Maisuradze, MI Silvia Collas, MIF Andreea Bollengier                       | 14   | 2350 | 7 | 1 | 3 | 15    | 347,5 |
| 8    | Georgia     | GM Nana Dzagnidze, MI Bela Khotenashvili, MI Lela Javakhishvili, MI Nino Khurtsidze, GMF Nino Batsiashvili                    | 3    | 2390 | 6 | 3 | 2 | 15    | 344,0 |
| 9    | Iran        | GMF Atousa Pourkashiyan, MIF Sarasadat Khademalsharieh, MIF Mitra Hejazipour, MIF Ghazal Hakimifard, MIF Shayesteh Ghaderpour | 26   | 2267 | 7 | 1 | 3 | 15    | 339,0 |
| 10   | Stati Uniti | MI Hanna Zatons'kych, MI Irina Krush, GMF Sabina Foisor, MI Rusudan Goletiani, GMF Tatev Abrahamyan                           | 5    | 2419 | 6 | 3 | 2 | 15    | 326,0 |

#### Gruppo A
|  | Squadra | Piazzamento totale | Seed | Elo  | Punti | S-B   |
|  | India   | 4                  | 6    | 2412 | 17    | 336,0 |
|  | Romania | 5                  | 10   | 2377 | 16    | 313,5 |
|  | Armenia | 6                  | 8    | 2404 | 16    | 313,0 |

#### Gruppo B
|  | Squadra     | Piazzamento totale | Seed | Elo  | Punti | S-B   |
|  | Iran        | 9                  | 26   | 2267 | 15    | 339,0 |
|  | Bielorussia | 14                 | 36   | 2198 | 15    | 292,0 |
|  | Uzbekistan  | 21                 | 35   | 2210 | 14    | 278,5 |

#### Gruppo C
|  | Squadra   | Piazzamento totale | Seed | Elo  | Punti | S-B   |
|  | Indonesia | 24                 | 54   | 2085 | 14    | 262,5 |
|  | Messico   | 25                 | 60   | 2039 | 14    | 230,0 |
|  | Venezuela | 34                 | 53   | 2087 | 13    | 242,5 |

#### Gruppo D
|  | Squadra      | Piazzamento totale | Seed | Elo  | Punti | S-B   |
|  | Tagikistan   | 56                 | 87   | 1859 | 12    | 169,0 |
|  | Turchia 2016 | 59                 | 84   | 1877 | 11    | 225,5 |
|  | Malaysia     | 61                 | 83   | 1878 | 11    | 211,5 |

#### Gruppo E
|  | Squadra       | Piazzamento totale | Seed | Elo  | Punti | S-B   |
|  | Taipei cinese | 84                 | 104  | 1555 | 10    | 115,0 |
|  | Nigeria       | 89                 | 115  | 1391 | 9     | 179,5 |
|  | Thailandia    | 93                 | 116  | 1368 | 9     | 142,5 |

### Risultati individuali
Medaglie sono state assegnate ai migliori giocatori (con almeno otto partite giocate) secondo la prestazione Elo, considerando con spareggio la percentuale di punti ottenuti, con classifiche separate secondo la scacchiera; le riserve sono state considerate come giocatori della quinta.

#### Prima scacchiera
|  | Giocatore      | Squadra | Elo  | Prestazione | Punti | Partite | Percentuale |
|  | -------------- | ------- | ---- | ----------- | ----- | ------- | ----------- |
|  | Hou Yifan      | Cina    | 2599 | 2645        | 6,5   | 9       | 72,2        |
|  | Nana Dzagnidze | Georgia | 2547 | 2625        | 6     | 8       | 75,0        |
|  | Kateryna Lahno | Ucraina | 2542 | 2608        | 7     | 10      | 70,0        |

#### Seconda scacchiera
|  | Giocatore          | Squadra | Elo  | Prestazione | Punti | Partite | Percentuale |
|  | ------------------ | ------- | ---- | ----------- | ----- | ------- | ----------- |
|  | Zhao Xue           | Cina    | 2549 | 2574        | 8     | 10      | 80,0        |
|  | Marija Muzyčuk     | Ucraina | 2466 | 2526        | 6     | 9       | 66,7        |
|  | Betül Cemre Yıldız | Turchia | 2341 | 2502        | 9,5   | 11      | 86,4        |

#### Terza scacchiera
|  | Giocatore         | Squadra | Elo  | Prestazione | Punti | Partite | Percentuale |
|  | ----------------- | ------- | ---- | ----------- | ----- | ------- | ----------- |
|  | Nadežda Kosinceva | Russia  | 2524 | 2693        | 8     | 9       | 88,9        |
|  | Jolanta Zawadzka  | Polonia | 2377 | 2538        | 9     | 11      | 81,8        |
|  | Tania Sachdev     | India   | 2379 | 2522        | 9     | 11      | 81,8        |

#### Quarta scacchiera
|  | Giocatore            | Squadra | Elo  | Prestazione | Punti | Partite | Percentuale |
|  | -------------------- | ------- | ---- | ----------- | ----- | ------- | ----------- |
|  | Huang Qian           | Cina    | 2449 | 2547        | 8     | 10      | 80,0        |
|  | Silvia Collas        | Francia | 2261 | 2469        | 7,5   | 9       | 83,3        |
|  | Aleksandra Kostenjuk | Russia  | 2489 | 2468        | 7     | 9       | 77,8        |

#### Quinta scacchiera (riserva)
|  | Giocatore                | Squadra    | Elo  | Prestazione | Punti | Partite | Percentuale |
|  | ------------------------ | ---------- | ---- | ----------- | ----- | ------- | ----------- |
|  | Natalija Pogonina        | Russia     | 2448 | 2487        | 6,5   | 8       | 81,3        |
|  | Melissa Castrillón Gómez | Colombia   | 2181 | 2379        | 7     | 8       | 87,5        |
|  | Madina Davletbayeva      | Kazakistan | 2165 | 2357        | 6,5   | 9       | 72,2        |

## Trofeo Nona Gaprindashvili
Il trofeo Nona Gaprindashvili viene aggiudicato alla nazione partecipante le cui squadre nel torneo open ed in quello femminile hanno ottenuto una migliore somma dei punti dei due tornei. In caso di parità la classifica viene formata attraverso gli stessi spareggi dei singoli tornei, ma sommati.
| Pos. | Nazione     | Punti open | Punti femminile | Somma | S-B   |
| ---- | ----------- | ---------- | --------------- | ----- | ----- |
|      | Russia      | 19         | 19              | 38    | 838,5 |
|      | Cina        | 17         | 19              | 36    | 806,5 |
|      | Ucraina     | 18         | 18              | 36    | 771,5 |
| 4    | Armenia     | 19         | 16              | 35    | 710,0 |
| 5    | Stati Uniti | 17         | 15              | 32    | 687,0 |
| 6    | Romania     | 16         | 16              | 32    | 623,5 |
| 7    | Germania    | 15         | 15              | 30    | 650,5 |
| 8    | India       | 13         | 17              | 30    | 645,5 |
| 9    | Paesi Bassi | 16         | 14              | 30    | 614,5 |
| 10   | Ungheria    | 15         | 14              | 29    | 671,0 |